# حارة رسلان (صنعاء)
رسلان هي إحدى حارات حي سدس الروض بمدينة الروضة شمال العاصمة اليمنية "صنعاء"، بلغ تعداد سكانها 1868 نسمة حسب تعداد اليمن لعام 2004.